# Баянов (деревня)
Баянов (бел. Баянаў) — деревня в Мышанском сельсовете Петриковского района Гомельской области Белоруссии.

## География
Расположена в 38 км на северо-восток от Петрикова, 7 км от железнодорожной станции Мышанка (на линии Лунинец — Калинковичи), 167 км от Гомеля.
На восточной окраине — канава Плесецкая.

## Транспортная сеть
Транспортные связи по просёлочной, затем автомобильной дороге Лунинец — Калинковичи.

## История
По письменным источникам известна с XVIII века как селение в Мозырском повете Минского воеводства Великого княжества Литовского. После 2-го раздела Речи Посполитой (1793 год) — в составе Российской империи. В 1795 году — деревня Баянич.
В 1931 году организован колхоз. Во время Великой Отечественной войны в боях за деревню и окрестности погибли 124 советских солдата (похоронены в братской могиле в центре деревни). В мае 1944 года жители деревни, которая находилась в прифронтовой полосе к началу операции «Багратион», в целях их безопасности были временно переселены в деревню Игнато-Фабияновка (Калинковичский район). 21 житель погиб на фронте.
Согласно переписи 1959 года — в составе совхоза «Мышанка» (центр — деревня Мышанка).

## Население
- 1795 год — 27 дворов.
- 1959 год — 218 жителей (согласно переписи).
- 2004 год — 18 хозяйств, 23 жителя.